# Devon Murray

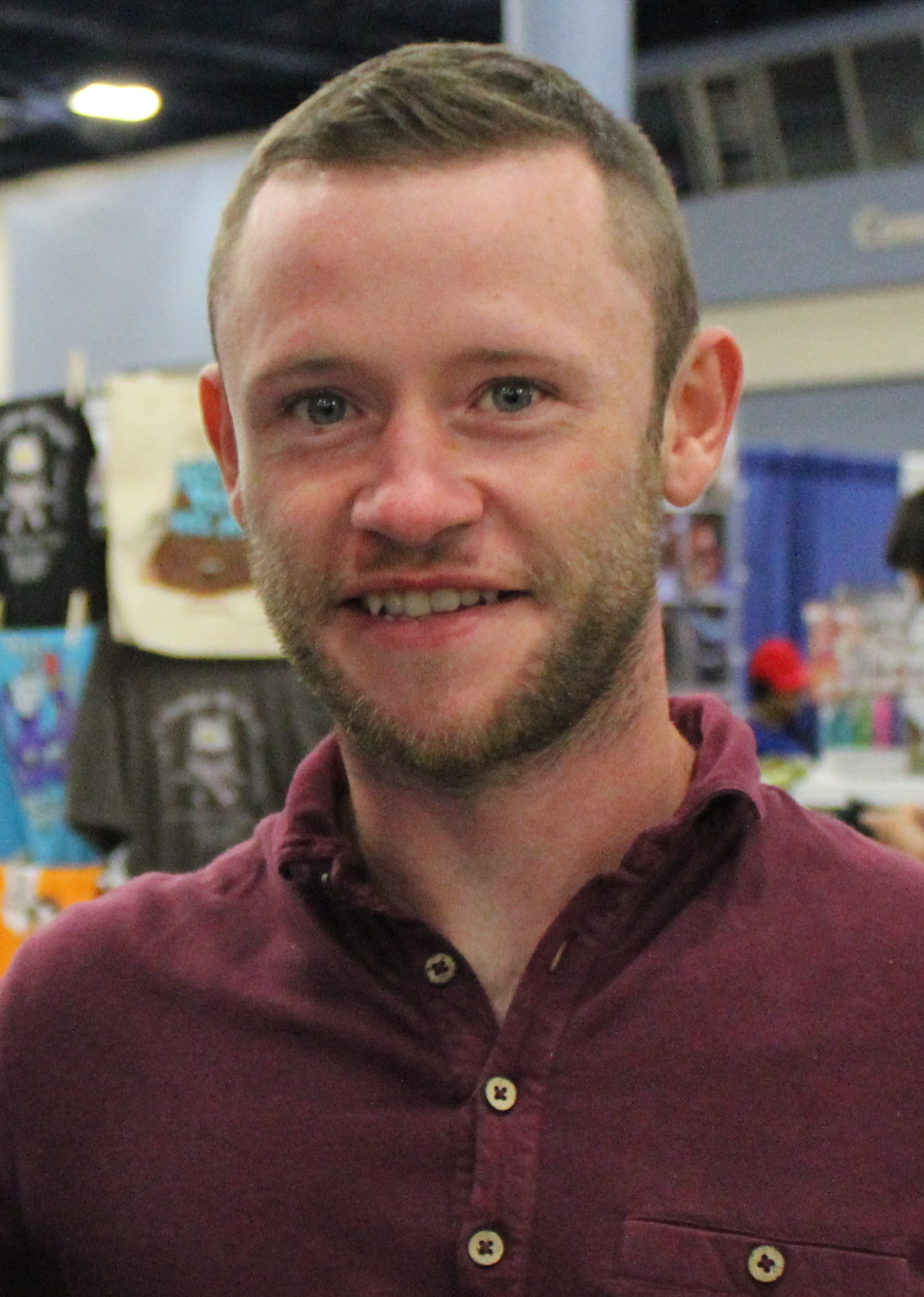
Devon Murray (2016)

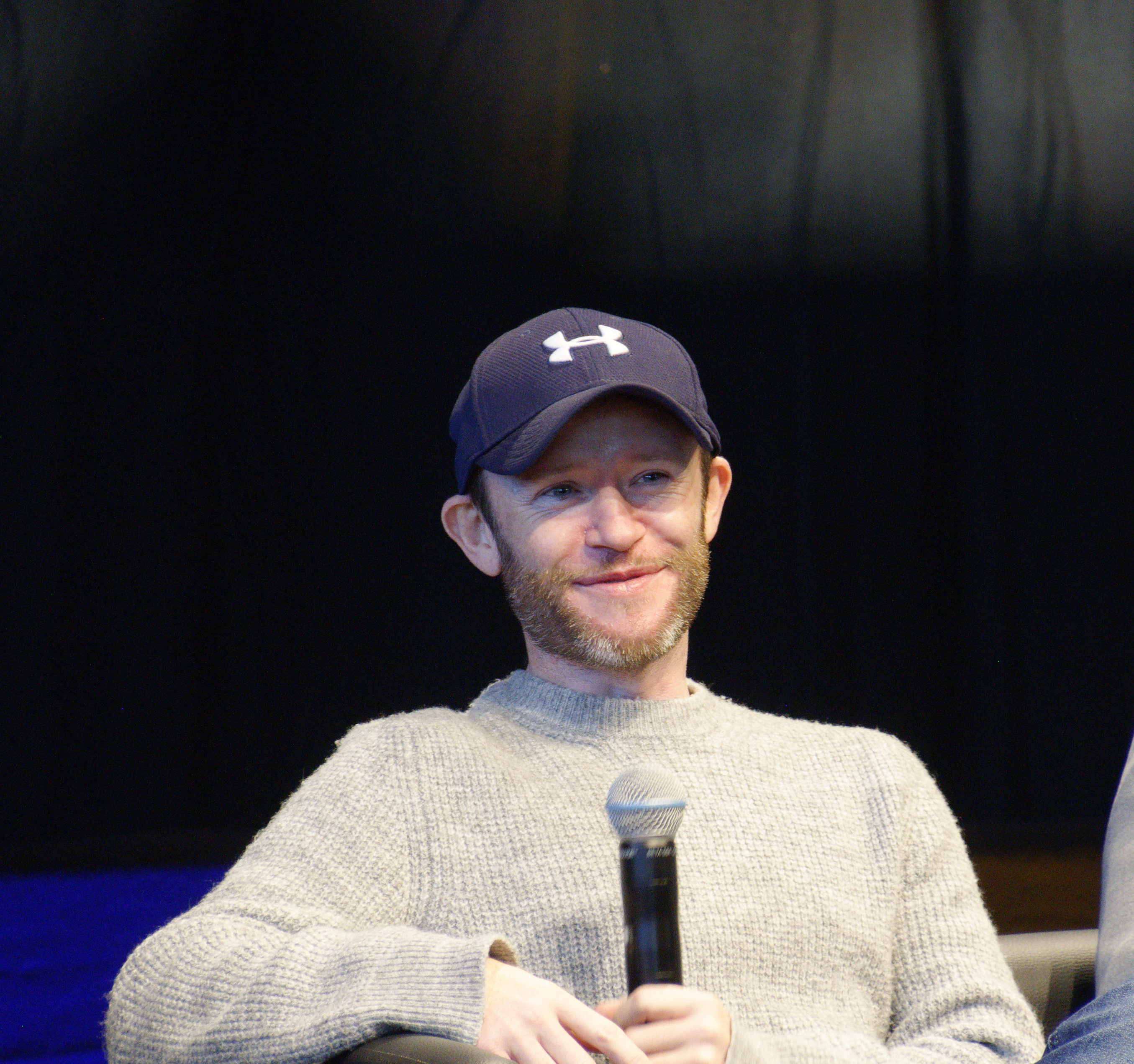
Devon Murray auf der Comic Con Germany 2022 in Stuttgart

Devon Murray (* 28. Oktober 1988 in County Kildare) ist ein irischer Schauspieler.

## Leben
Murray wurde als Sohn von Michael und Fidelma Murray in County Kildare geboren, wo er auch heute noch lebt. Seine ersten Schauspielerfahrungen sammelte er bereits im Alter von sechs Jahren, als er in einem Werbespot auftrat. In seiner ersten Filmrolle in This Is My Father spielte er an der Seite von Aidan Quinn. Am bekanntesten ist Murray für seine Rolle als Seamus Finnigan, die er in den Verfilmungen der Harry-Potter-Romane verkörpert.
Im Anschluss an Harry Potter blieb eine größere Schauspielkarriere aus. In die Schlagzeilen geriet Murray erst wieder 2016, als er seinem Schauspielagenten 260.000 Euro nachzahlen musste. Seine Gage aus den Harry-Potter-Filmen, insgesamt über eine Million Euro, hatte er offenbar weitgehend verbraucht. 2021 wurde er Vater eines Sohnes.

## Filmografie
- 1998: This Is My Father
- 1999: Die Asche meiner Mutter (Angela’s Ashes)
- 2000: Tränen der Erinnerung (Yesterday's Children)
- 2001: Harry Potter und der Stein der Weisen (Harry Potter and the Philosopher's Stone)
- 2002: Harry Potter und die Kammer des Schreckens (Harry Potter and the Chamber of Secrets)
- 2004: Harry Potter und der Gefangene von Askaban (Harry Potter and Prisoner of Azkaban)
- 2005: Harry Potter und der Feuerkelch (Harry Potter and the Goblet of Fire)
- 2007: Harry Potter und der Orden des Phönix (Harry Potter and the Order of the Phoenix)
- 2008: Gone Fishing (Kurzfilm)
- 2009: Harry Potter und der Halbblutprinz (Harry Potter and the Half-Blood Prince)
- 2010: Harry Potter und die Heiligtümer des Todes: Teil 1 (Harry Potter and the Deathly Hallows: Part 1)
- 2011: Harry Potter und die Heiligtümer des Todes: Teil 2 (Harry Potter and the Deathly Hallows: Part 2)
- 2018: Damo & Ivor: The Movie